# Командна палица
Командна палица је оруђе за чији је дужи крај служио за држање, а супротни шири, који се често налазио на крају где се рог рачва, био је по правилу перфориран. Дуго се сматрало да је командна палица био скиптар, али према траговима употребе сматра се да је оруђе имало утилитарни карактер (за исправљање и глачање копља и сл). Ово оруђе је присутно у праисторијским културама орињаку, граветијену, солитреју, магдаленијену, из које потичу репрезентативни богато орнаментисани примерци.